# Jérémie Zimmermann

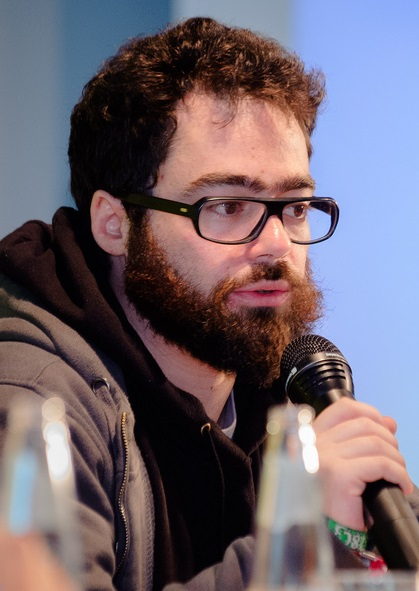
Zimmermann bei einer Veranstaltung der Heinrich-Böll-Stiftung 2013

Jérémie Zimmermann (* 1978 in Paris) ist ein französischer Informatiker und Internet-Aktivist.
Er setzt sich für freie Software, Bürgerrechte im Internet und nachhaltiges Wohlbefinden von politischen Aktivisten ein.

## Leben
Von 2004 bis 2014 war Zimmermann Vorstandsmitglied im Verein April (Association pour la Promotion et la Recherche en Informatique Libre) zur Förderung Freier Software im frankophonen Raum, der eng mit der Free Software Foundation zusammenarbeitet.
2008 war er einer der Mitgründer und bis 2014 Sprecher der NGO La Quadrature du Net, die sich für Bürgerrechte im Internet einsetzt.
Gemeinsam mit Emily King gründete er 2014 Hacking With Care, ein interdisziplinäres Kollektiv von Hacker-Aktivisten, Therapeuten, Masseuren, Künstlern und Soziologen.
Jérémie ist Mitglied der fünfköpfigen Ethik-Kommission (Comité de déontologie) des 2013 gegründeten französischen Vereins Nos oignons, der sich vor allem durch das Betreiben von Internet-Infrastruktur für das anonymisierende Tor (Netzwerk) einsetzt.
Seit 2016 lebt Zimmermann in Berlin.

## Veröffentlichungen
Er war 2012 in Julian Assanges Fernseh-Talkshow The World Tomorrow gemeinsam mit Jacob Appelbaum und Andy Müller-Maguhn Gesprächspartner zum Thema Cypherpunks.
Auf der Grundlage dieser Sendungen entstand das Buch Julian Assange, Jacob Appelbaum, Andy Müller-Maguhn, Jérémie Zimmermann: Cypherpunks : unsere Freiheit und die Zukunft des Internets. Campus, Frankfurt, M.; New York, NY 2013, ISBN 978-3-593-39913-3 (amerikanisches Englisch: Cypherpunks: Freedom and the Future of the Internet.).
Jérémie Zimmermann: Snowden und die Zukunft unserer Kommunikationsarchitektur. In: Markus Beckedahl, Andre Meister (Hrsg.): Überwachte Welt – Edward Snowden und der größte Überwachungsskandal der Geschichte. newthinking communications, Berlin 2013, ISBN 978-3-8442-7366-3. online 

## Auszeichnungen
Er wurde 2012 von der Electronic Frontier Foundation mit dem EFF Pioneer Award für seine Mitwirkung im Kampf gegen das nach massiven Protesten vom Europäischen Parlament abgelehnte Handelsabkommen ACTA geehrt.